# Кубок Шотландії з футболу 1879—1880
Кубок Шотландії з футболу 1879–1880 — 7-й розіграш кубкового футбольного турніру у Шотландії. Титул вчетверте здобув Квінз Парк.

## Четвертий раунд
Команда Партік пройшла до наступного раунду після жеребкування.
| Команда 1                        | Рахунок | Команда 2            |
| -------------------------------- | ------- | -------------------- |
| 22 листопада 1879                |         |                      |
| Дамбартон                        | 11:0    | Клайд                |
| Гіберніан                        | 2:2     | Паркгроув            |
| Джонстоун Атлетік                | 2:4     | Роб Рой              |
| Кілберн                          | 1:1     | Герлфорд Юнайтед     |
| Квінз Парк                       | 10:1    | Стрезблейн           |
| Ренфрю                           | 1:2     | Поллокшилдс Атлетік  |
| Сауз Вестерн                     | 4:0     | Арброт               |
| Торнлібенк                       | 12:0    | Поссілпарк           |
| 29 листопада 1879                |         |                      |
| Камбусленг                       | 3:0     | Плейнс Блубел        |
| Моучлайн                         | 2:0     | Гамільтон Академікал |
| Терд Ланарк                      | 5:1     | Керкінтіллох Атлетік |
| 29 листопада 1879 (перегравання) |         |                      |
| Герлфорд Юнайтед                 | 1:1*    | Кілберн              |
| Паркгроув                        | 2:2*    | Гіберніан            |

* - до наступного раунду пройшли обидві команди.

## П'ятий раунд
Команда Терд Ланарк пройшла до наступного раунду після жеребкування.
| Команда 1                     | Рахунок | Команда 2        |
| ----------------------------- | ------- | ---------------- |
| 20 грудня 1879                |         |                  |
| Дамбартон                     | 6:2     | Кілберн          |
| Моучлайн                      | 0:2     | Гіберніан        |
| Квінз Парк                    | 15:1    | Герлфорд Юнайтед |
| Сауз Вестерн                  | 1:1     | Паркгроув        |
| Торнлібенк                    | 12:0    | Роб Рой          |
| 27 грудня 1879                |         |                  |
| Поллокшилдс Атлетік           | 4:0     | Камбусленг       |
| 27 грудня 1879 (перегравання) |         |                  |
| Сауз Вестерн                  | 3:2     | Паркгроув        |

## Чвертьфінали
Команда Квінз Парк пройшла до наступного раунду після жеребкування.
| Команда 1                    | Рахунок | Команда 2    |
| ---------------------------- | ------- | ------------ |
| 3 січня 1880                 |         |              |
| Дамбартон                    | 6:2     | Гіберніан    |
| Поллокшилдс Атлетік          | 6:1     | Сауз Вестерн |
| Терд Ланарк                  | 1:1     | Торнлібенк   |
| 10 січня 1880 (перегравання) |         |              |
| Терд Ланарк                  | 1:2     | Торнлібенк   |

## Півфінали
| Команда 1     | Рахунок | Команда 2           |
| ------------- | ------- | ------------------- |
| 17 січня 1880 |         |                     |
| Квінз Парк    | 1:0     | Дамбартон           |
| Торнлібенк    | 2:1     | Поллокшилдс Атлетік |

## Фінал
| 21 лютого 1880 |

| Квінз Парк | 3:0 | Торнлібенк |
| ---------- | --- | ---------- |
|            |     |            |

| Кезкін-Парк, Глазго Глядачів: 7 000 |